# Tatenen
Tatenen fu una divinità egizia originaria di Menfi.
| N17 · V13 | n · n | C12 |

t3 ṯ n n - Tatenen

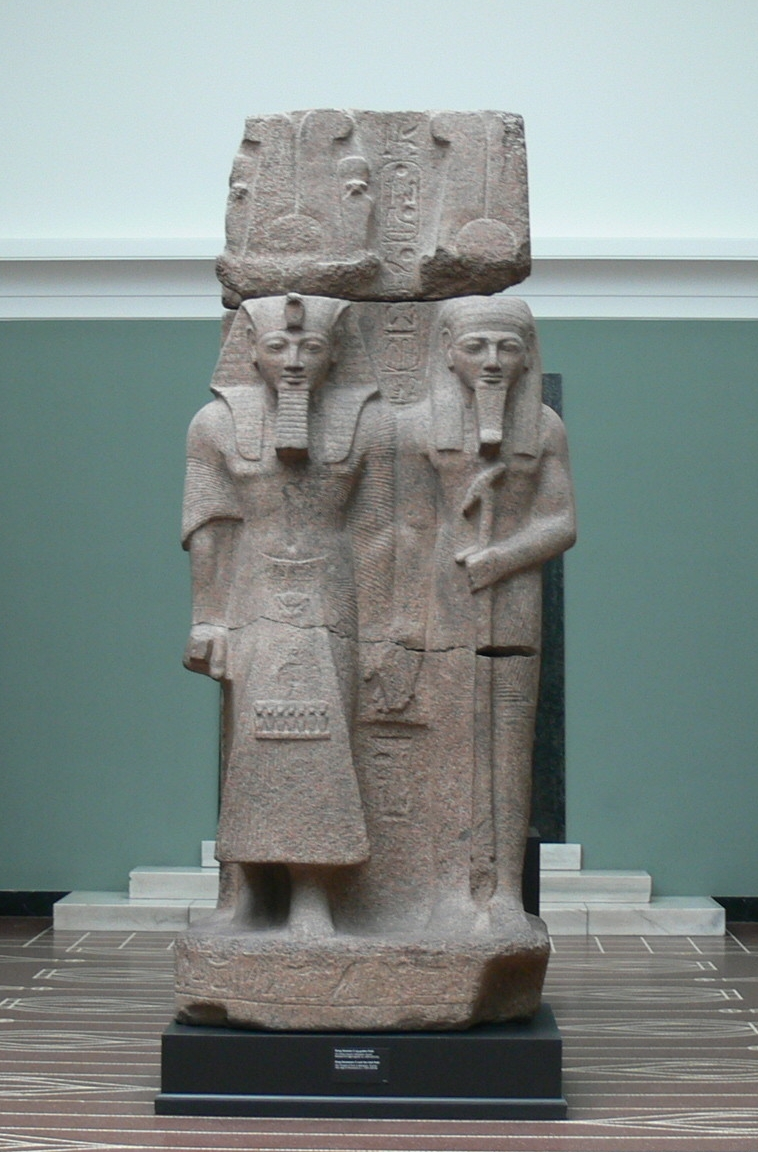
Il faraone Ramses II con Ptah-Tatenen

La simbologia di tal nome lo fa significare Energia generata prima della creazione.
Il nome è presente anche con le varianti:
- | N16 | M22 | M22 | A40 |

ossia Energia che germoglia (nel senso che nasce)
- | N16 · Z1 · N21 | V13 | w | M22 | M22 | C12 |

ossia Energia germogliata dalla fecondazione (anche in questo caso con germogliare si intende nascere)
Tatenen è una divinità funeraria rappresentante la terra emersa dal Caos primordiale venne in seguito associata al principale dio menfita Ptah nella forma Ptah-Tatenen, creatore dell'energia primordiale.
Generalmente veniva rappresentato con aspetto mummiforme, la barba e come copricapo il "nemes" adornato con due piume, corna ritorte e disco solare.
A questa divinità si attribuisce di aver portato nel mondo il pilastro djed che in seguito sarà associato al dio Osiride.